# Nicolas III Radziwiłł
Nicolas III Radziwiłł (14xx-1529/1530), en lituanien: Mikalojus Radvila III), fils de Nicolas II Radziwiłł et d'Élisabeth Anna Sakowicz, évêque de Samogitie (1515–1529/1530)

## Crédits
- (pl) Cet article est partiellement ou en totalité issu de l’article de Wikipédia en polonais intitulé « Mikołaj Radziwiłł (biskup) » (voir la liste des auteurs).